# 东北文艺复兴
东北文艺复兴是中华人民共和国21世纪初的文学、艺术运动，主要涉及题材为当代中国东北地区，特别是改革开放后经济衰退时的东北和东北现象，内容多涉及20世纪末至21世纪初该地区的人文活动、科学技术等，如大哥大、下岗潮、土味文化、退学学生、有组织犯罪。由于这一运动中含有许多怀旧因素，常被认为受到蒸汽波文化的影响。
“东北文艺复兴”一词最早出现在2019年10月8日，当时董宝石在一则采访中使用了这个词。不过，戴锦华认为这场运动可以追溯到更早的对下岗潮的反思作品，如《钢的琴》、《平原上的摩西》。